# سوت لورل (مریلند)
سوت لورل (به انگلیسی: South Laurel) یک منطقهٔ مسکونی در ایالات متحده آمریکا است که در مریلند واقع شده‌است. سوت لورل ۲۱٫۲ کیلومتر مربع مساحت و ۲۶٬۱۱۲ نفر جمعیت دارد و ۴۹ متر بالاتر از سطح دریا واقع شده‌است.